# Condado de Busko
Nota linguística: Não confundir hrabstwo (condado) com powiat (divisão administrativa)..
Busko (polaco: powiat buski) é um powiat (condado) da Polónia, na voivodia de Santa Cruz. A sede do condado é a cidade de Busko-Zdrój. Estende-se por uma área de 967,39 km², com 73 940 habitantes, segundo o censo de 2006, com uma densidade de 76,43 hab/km².

## Divisões admistrativas
O condado possui:
Comunas urbana-rurais: Busko-Zdrój
Comunas rurais: Gnojno, Nowy Korczyn, Pacanów, Solec-Zdrój, Stopnica, Tuczępy, Wiślica
Cidades: Busko-Zdrój

## Demografia
População (dados de 30 de Junho de 2006):
|          | Total   | Total | Mulheres | Mulheres | Homens  | Homens |
| -------- | ------- | ----- | -------- | -------- | ------- | ------ |
|          | pessoas | %     | pessoas  | %        | pessoas | %      |
| Total    | 73 940  | 100   | 37 830   | 51,2     | 36 110  | 48,8   |
| Cidades  | 17 297  | 100   | 9 243    | 53,4     | 8 054   | 46,6   |
| Povoados | 56 643  | 100   | 28 587   | 50,5     | 28 056  | 49,5   |